# Dwergkonijn
Het dwergkonijn (Brachylagus idahoensis) is een Noord-Amerikaans zoogdier en behoort tot het monotypische geslacht Brachylagus. Het is de kleinste haasachtige die in Noord-Amerika voorkomt.
Hoewel het dier verwant is aan onder andere de geslachten Sylvilagus en Lepus, zijn er duidelijke verschillen te herkennen.

## Kenmerken
Het dwergkonijn wordt gekenmerkt door zijn kleine postuur, korte oren en relatief kleine achterpoten. In de winter is de lange zijdeachtige rugvacht grijs en in de zomer bruin. De buikzijde is witachtig. Een volwassen dier heeft een gemiddelde lengte tussen 23,5 en 29,5 cm en een gewicht tussen 375 en 500 gram. De staartlengte bedraagt 1,5 tot 2,5 cm. De vrouwtjes zijn doorgaans iets groter dan de mannetjes.

## Leefwijze
Dit solitaire dier voedt zich met alsem en aanverwante struikjes. Het is goed aangepast aan droge habitats en leeft in een omvangrijk gangenstelsel. Ze fluiten, zoals ook fluithazen dit doen, om hun buren te waarschuwen voor roofdieren.

## Voortplanting
De draagtijd duurt vermoedelijk 28 tot 30 dagen, waarna 4 tot 12 jongen worden geboren. Dit kan zich tot 3 maal per jaar herhalen.

## Bedreiging
Hoewel de soort als geheel vrij laag op de IUCN-lijst van bedreigde soorten staat, dreigen bepaalde afgezonderde populaties, met name in het Columbia Basin, uit te sterven. Verschillende Amerikaanse staten hebben daarom fokprogramma's ingesteld.

## Verspreiding
Deze soort komt voor in zeer droge gebieden van het westen van de Verenigde Staten, in het Grote Bekken, dat aan de westzijde wordt begrensd door het Cascadegebergte en de Sierra Nevada en aan de oostzijde door de Rocky Mountains.